# Gabriela Concepción
Grabiela Nidioska Concepción Guzmán, là người giữ danh hiệu cuộc thi từ Puerto Cabello, bang Carabobo, Venezuela, người đã tham dự cuộc thi Hoa hậu Venezuela 2008 vào ngày 10 tháng 9 năm 2008 và giành danh hiệu Á hậu 2. Cô đã giành được danh hiệu Hoa hậu Carabobo 2008 trong một cuộc thi cấp tiểu bang được tổ chức tại Valencia, Venezuela vào ngày 13 tháng 6 năm 2008.
Concepción đại diện cho Venezuela trong cuộc thi Người mẫu hàng đầu Thế giới 2010, tại Dortmund (Đức), vào ngày 21 tháng 2 năm 2010, nơi cô được chọn là Á hậu 1.
Cô cũng đại diện cho Venezuela tại Miss Continente Americano 2010 vào ngày 18 tháng 9 năm 2010, tại Guayaquil, Ecuador; và được xếp vào 6 vòng chung kết.